# Świecznik siedmioramienny (Brunszwik)

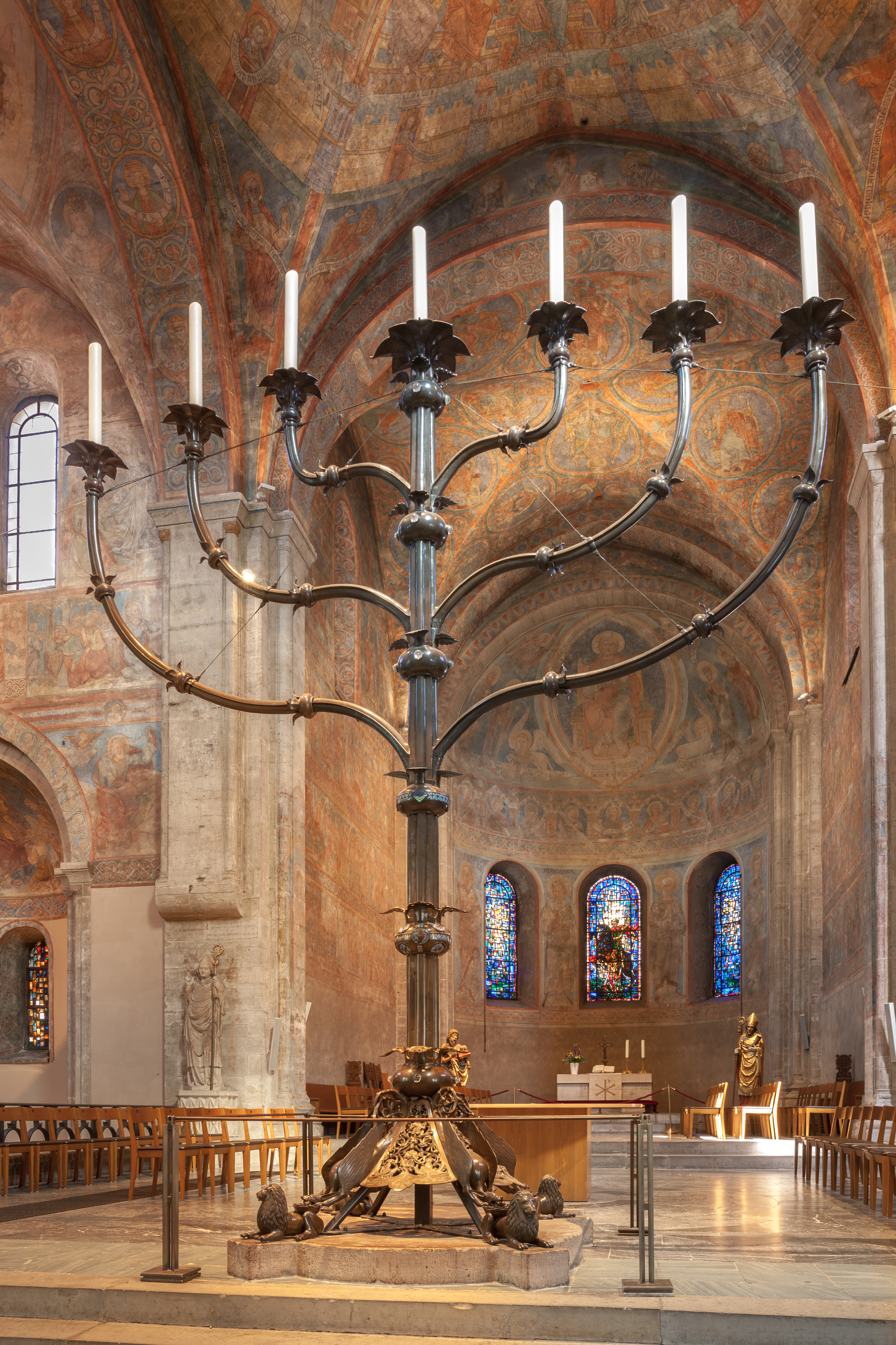
Romański świecznik siedmioramienny

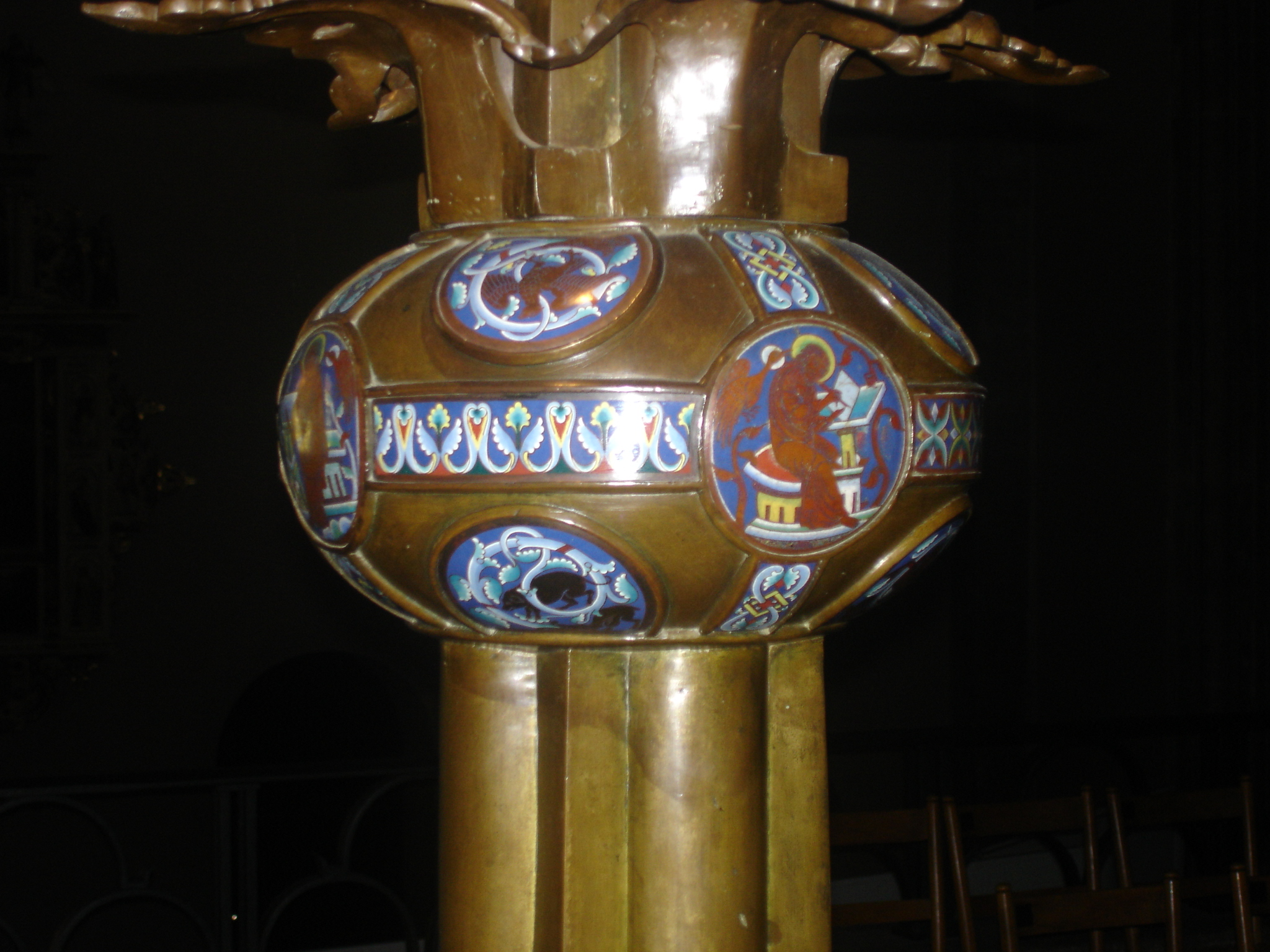
Nodus z emaliami przedstawiającymi Czterech Ewangelistów

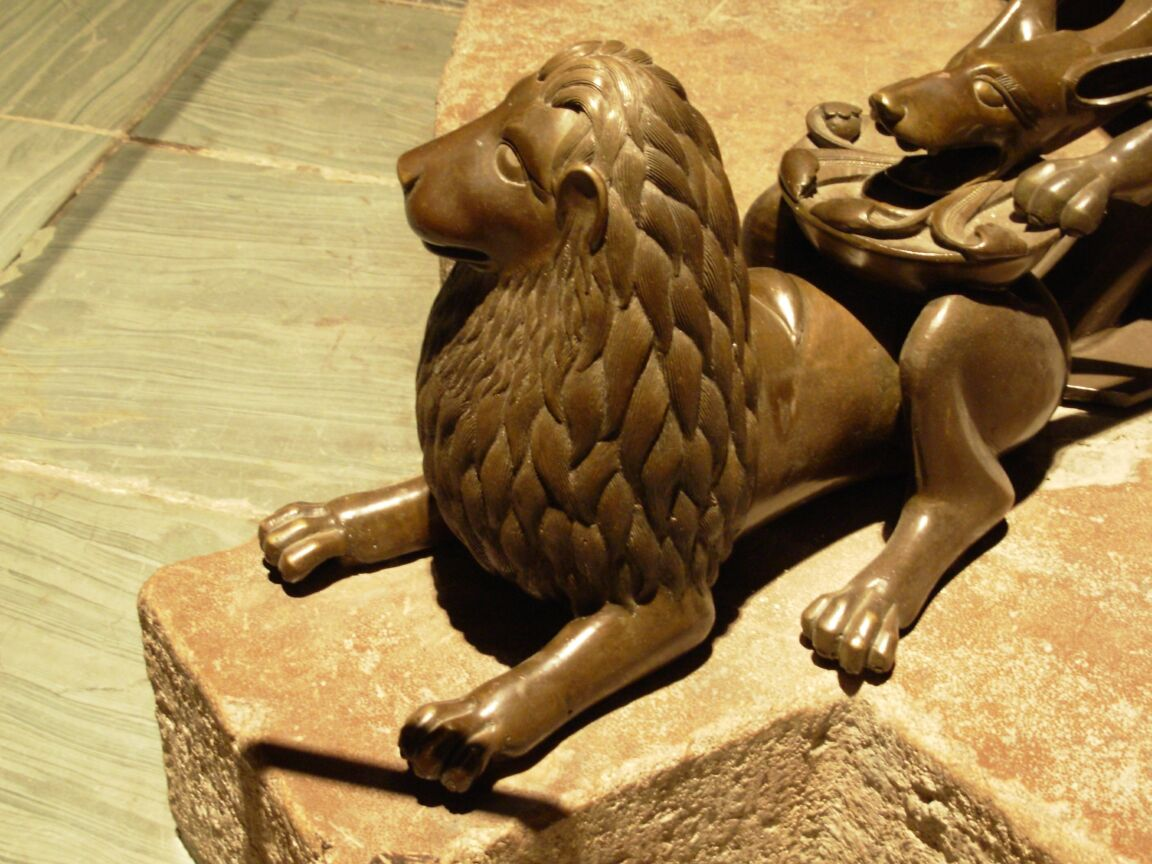
Lew – fragment podstawy świecznika

Świecznik siedmioramienny – dzieło wykonane z brązu na polecenie Henryka Lwa, księcia Saksonii i Bawarii dla katedry w Brunszwiku. Przykład romańskiej plastyki brązowej, jest jednym z trzech zachowanych do dziś dzieł tego typu. Pozostałe dwa świeczniki znajdują się w katedrze NMP w Essen oraz katedrze w Mediolanie.

## Dzieje
Wykonany w 1188 jest ideowym nawiązaniem do świecznika w starotestamentowej świątyni Salomona. Kościół ufundował Henryk Lew, wzniósł do obok własnej rezydencji. Świecznik ten postawiono za ołtarzem NMP który powstał w tym samym roku co świecznik. Po śmierci księcia (1195) obok ołtarza wzniesiono monumentalny nagrobek w którym pochowano władcę wraz z małżonką – Matylda Plantagenet.
W dobie barokizacji kościoła, kiedy to usunięto przegrodę chórową i wzniesiono na polecenie książąt Rudolfa Augusta i Antona Ulricha nowy ołtarz główny autorstwa Antona Detleva Jennera, zaś świecznik został zdemontowany i przeniesiony do kapitularza katedralnego. W okresie wojen napoleońskich został w 1806 r. zrabowany. W 1815 odnaleziono go, lecz według spisu Christopha Friedricha Görgesa świecznik ten został zdekompletowany. Z 74 elementów ocalało 65.
W kwietniu 1830 r. zdekompletowany świecznik został ustawiony w pierwotnym miejscu, w zachodniej części prezbiterium. W latach 1895–97 uzupełniono brakujące elementy (m.in. dodano nowe nodusy wykonane z kryształu górskiego). Podczas II wojny światowej podobnie jak kilka innych dzieł sztuki z katedry brunszwickiej, świecznik ewakuowano do pobliskiej kopalni Rammelsberg koło Goslaru. Po kilku konserwacjach dzieło to powróciło na dawne miejsce w 1954 r.

## Opis i analiza
Siedmioramienny świecznik składa się z 74 elementów, waży ponad 400 kg, jest wysoki na 4 metrów, zaś całkowita rozpiętość ramion wynosi ponad 4,5 m. Czworoboczna podstawa posiada bogatą dekorację rzeźbiarską. Nóżki tworzą lwy, oraz stylizowane skrzydlate smoki o fantastycznie kształtowanych ogonach. Pomiędzy nóżkami ażurowe elementy z personifikacjami czterech cnót kardynalnych (Męstwo, Roztropność, Umiarkowanie i Sprawiedliwość), figurkami proroków (Izajasza, Jeremiasza, Ezechiela i Daniela) oraz alegoriami czterech rzek (Eufrat, Tygrys, Piszon i Gichon). Spośród nodusów ozdobionych w XIX w. kryształem górskim jeden zachował dawną emaliowaną dekorację, na którą składają się m.in. medaliony z wizerunkami Czterech Ewangelistów ukazanych w trakcie pisania ksiąg, stojących na pulpitach. Obok zostały ukazane symbole Ewangelistów – anioł, wół, orzeł i lew.
Świecznik brunszwicki w swojej formie przypomina menorę, która według tradycji symbolizuje krzew gorejący, który zobaczył Mojżesz na górze Horeb. Wzniesiona na polecenie króla Salomona świątyni jerozolimskiej posiadała świecznik którego wygląd zapisała Księga Wyjścia (Wj 37, 17-24). Henryk Lew jako Drugi Salomon miał ambicje wznieść i uposażyć świątynię brunszwicką nawiązującą ideowo do świątyni starotestamentowej.
Średniowieczni teologowie, m.in. Ruphert z Deutz świecznik siedmioramienny miał symbolizować Drzewo Jessego. W Księdze Izajasza jest zapisane: "I wyrośnie różdżka z pnia Jessego, wypuści się odrośl z jego korzeni. I spocznie na niej Duch Pański, duch mądrości i rozumu, duch rady i męstwa, duch wiedzy i bojaźni Pańskiej. Upodoba sobie w bojaźni Pańskiej. Nie będzie sądził z pozorów ni wyrokował według pogłosek". Odnosi się to do Jezusa. Ponadto forma świecznika nawiązuje do Drzewa Życia (Lignum Vitae) oraz do symbolicznego znaczenia liczby siedem, która Księdze Przysłów oznacza siedem filarów mądrości (Prz 9, 1), o siedem światłach wzmiankuje Apokalipsa św. Jana, w Kościele katolickim oznacza siedem sakramentów. Świecznik ten o bogatej symbolice ma także związek z pochowanym w katedrze Henrykiem Lwem i jego małżonką Matyldą Plantagenet. Ich miejsce spoczynku znajduje się w pobliżu świecznika, niewykluczone, że pełnił także funkcję sepulkralną oraz oznajmiał nowe życie władcy.
Od strony formalnej dostrzegalne są analogie do innych dzieł ufundowanych przez księcia. We wschodniej części korpusu nawowego znajduje się ołtarz NMP – stół wsparty na pięciu brązowych kolumnach z kapitelami w kształcie lilii oraz z orłami. Datowany jest na ten sam rok co świecznik – 1188. Znajdujące się na nóżkach stopy lwy przypominają swoim kształtem brązowy pomnik postawiony przed zamkiem Dankwarderode znany jako Lew Brunszwicki, który pochodzi z 1166 r.